# هامفری (نبراسکا)
هامفری(به انگلیسی: Humphrey) شهری در ایالت نبراسکا کشور ایالات متحده آمریکا است که جمعیت آن در سرشماری سال ۲۰۱۰ میلادی، ۷۶۰ نفر بوده‌است.